# ニコラ・ミルチノフ
ニコラ・ミルチノフ（Nikola Milutinov 1994年12月30日- ）は、ユーゴスラビア連邦共和国ノヴィ・サド出身、セルビアのバスケットボール選手である。

## 経歴

### セルビアリーグ

#### ヘモファーム
17歳で、2011-12シーズンからKKヘモファームでプロキャリアをスタートさせた。

#### KKパルチザン
In June 2012年6月、KKパルチザンと4年契約を結び、2012–13シーズン、ABAリーグのチャンピオンとなり、KKツルヴェナ・ズヴェズダを3勝1敗で破り、連続優勝を果たした。
2014–15シーズンはチームのスターターであったデジャン・ムスリとジョフリー・ラヴァーニュの退団に伴い、チームでの役割が増し、11月15日、シーズンハイとなる21得点を記録し、併せて10リバウンドを記録した。

### オリンピアコスBC
2016年の ギリシャリーグのチャンピオンを獲得した。

### PBC CSKAモスクワ (2020–present)
2020年6月2日、ミルチノフはロシアのクラブCSKAモスクワと3年間の契約を結んだ。2020年12月30日、ミルチノフは1試合中の記録で、ユーロリーグ史上最多となるオフェンスリバウンドの記録を樹立しました。オリンピアミラノに91-87で勝利し、16オフェンスリバウンドを記録し、17ポイントとキャリアハイの合計19リバウンドでゲームを終了した。
2015年4月16日に、NBAドラフト資格を得て、2015年6月25日、サンアントニオ・スパーズに1巡目26位で指名されたが、NBA入りはせず、2015年7月25日、ギリシャ、ピレウスのオリンピアコスBCと3年契約を結んだ。2021年8月6日、サンアントニオスパーズはマルチチームトレードの一環としてブルックリンネッツにドラフト権を送った。

## 個人成績
| シーズン | チーム           | GP | GS | MPG  | FG%  | 3P%   | FT%  | RPG  | APG | SPG | BPG | PPG  |
| -------- | ---------------- | -- | -- | ---- | ---- | ----- | ---- | ---- | --- | --- | --- | ---- |
| 2012–13  | KKパルチザン     | 8  | 1  | 7.3  | .556 | .000  | .750 | 1.4  | .1  | .1  | .3  | 3.3  |
| 2013–14  | KKパルチザン     | 21 | 16 | 20.3 | .513 | .000  | .640 | 3.3  | 1.0 | .2  | .6  | 4.7  |
| 2015–16  | オリンピアコスBC | 18 | 13 | 10.8 | .542 | .000  | .778 | 2.7  | .3  | .3  | .7  | 3.7  |
| 2016–17  | オリンピアコスBC | 36 | 15 | 12.7 | .579 | .000  | .692 | 3.3  | .6  | .3  | .8  | 4.4  |
| 2017–18  | オリンピアコスBC | 29 | 26 | 21.7 | .653 | .000  | .756 | 5.7  | 1.0 | .6  | .6  | 8.8  |
| 2018–19  | オリンピアコスBC | 28 | 28 | 26.0 | .663 | 1.000 | .740 | 7.9  | 1.5 | .6  | .7  | 11.7 |
| 2019–20  | オリンピアコスBC | 24 | 24 | 24.6 | .656 | .000  | .765 | 8.2* | 1.2 | .5  | .6  | 10.3 |
| 2020–21  | CSKAモスクワ     | 20 | 19 | 23.3 | .670 | .500  | .702 | 8.6* | 0.8 | .4  | .5  | 9.8  |